# Salón de la Independencia (Israel)

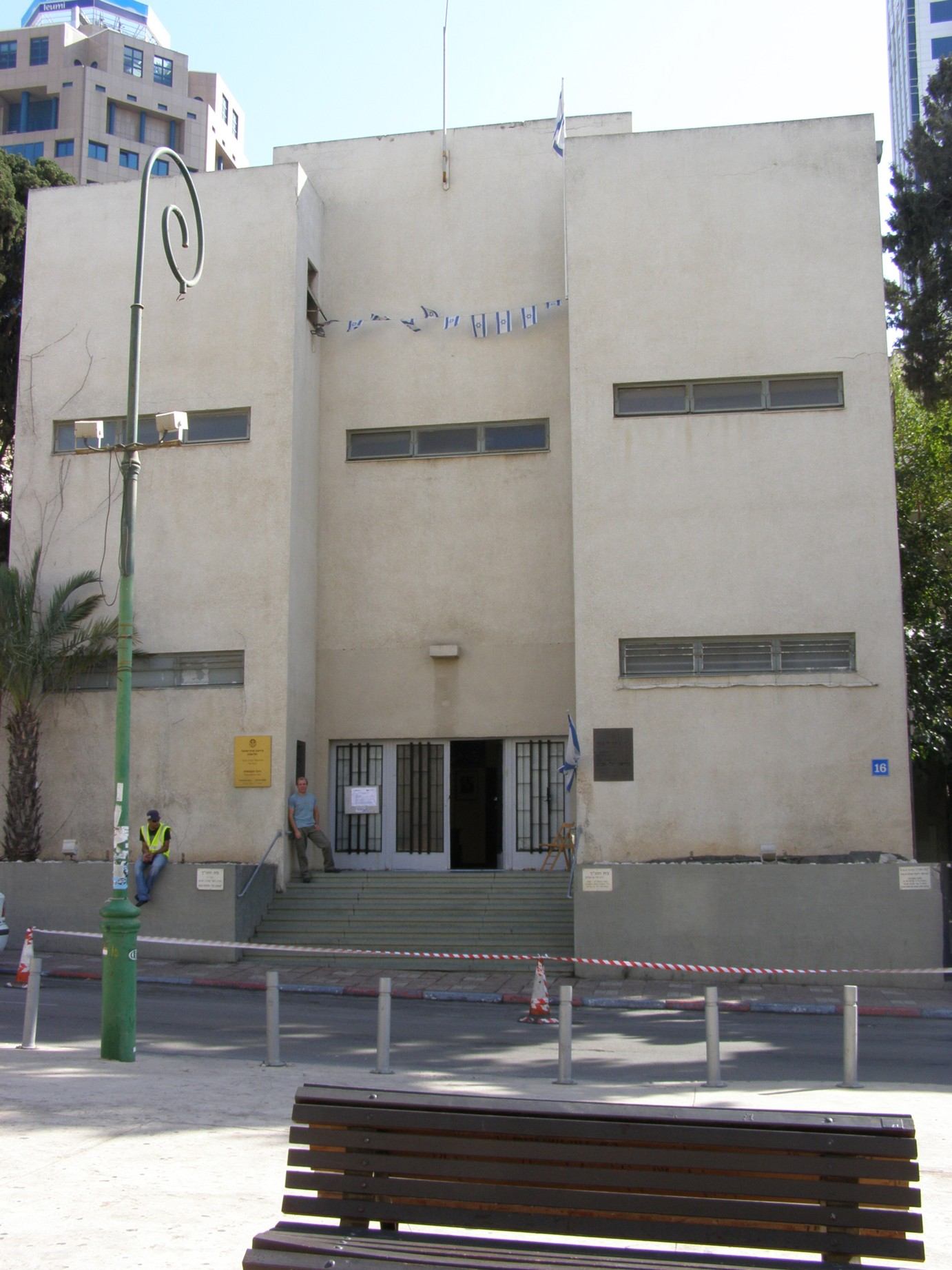
Salón de la Independencia de Israel, 16 Rothschild Boulevard, Tel Aviv, 2007

El Salón de la Independencia, originalmente la Casa Dizengoff (en hebreo: בית דיזנגוף‎) es el sitio donde se firmó la Declaración de Independencia de Israel. Está ubicado en el histórico Boulevard Rothschild en Tel Aviv, Israel. De 1932 a 1971 albergó el Museo de Arte de Tel Aviv, y actualmente es un museo dedicado a la firma de la Declaración de Independencia de Israel y la historia de Tel Aviv.

## Orígenes
En las inmediaciones de donde ahora se encuentra el Salón de la Independencia, sesenta y seis familias se reunieron el 11 de abril de 1909 para realizar una lotería de terrenos en un nuevo barrio judío, que se conocería como Ahuzat Bayit. Meir y Zina Dizengoff adquirieron la parcela número 43, en la que construyeron su casa. Meir Dizengoff se desempeñó como jefe del nuevo consejo vecinal. En 1910, en una reunión general, los residentes de Ahuzat Bayit, inspirados por Altneuland (lit: Antigua-Nueva Tierra) de Theodor Herzl, decidieron por unanimidad cambiar el nombre de su barrio a Tel Aviv. A medida que el barrio creció y se convirtió en ciudad, Dizengoff se convirtió en su primer alcalde.

## Museo de Arte de Tel Aviv

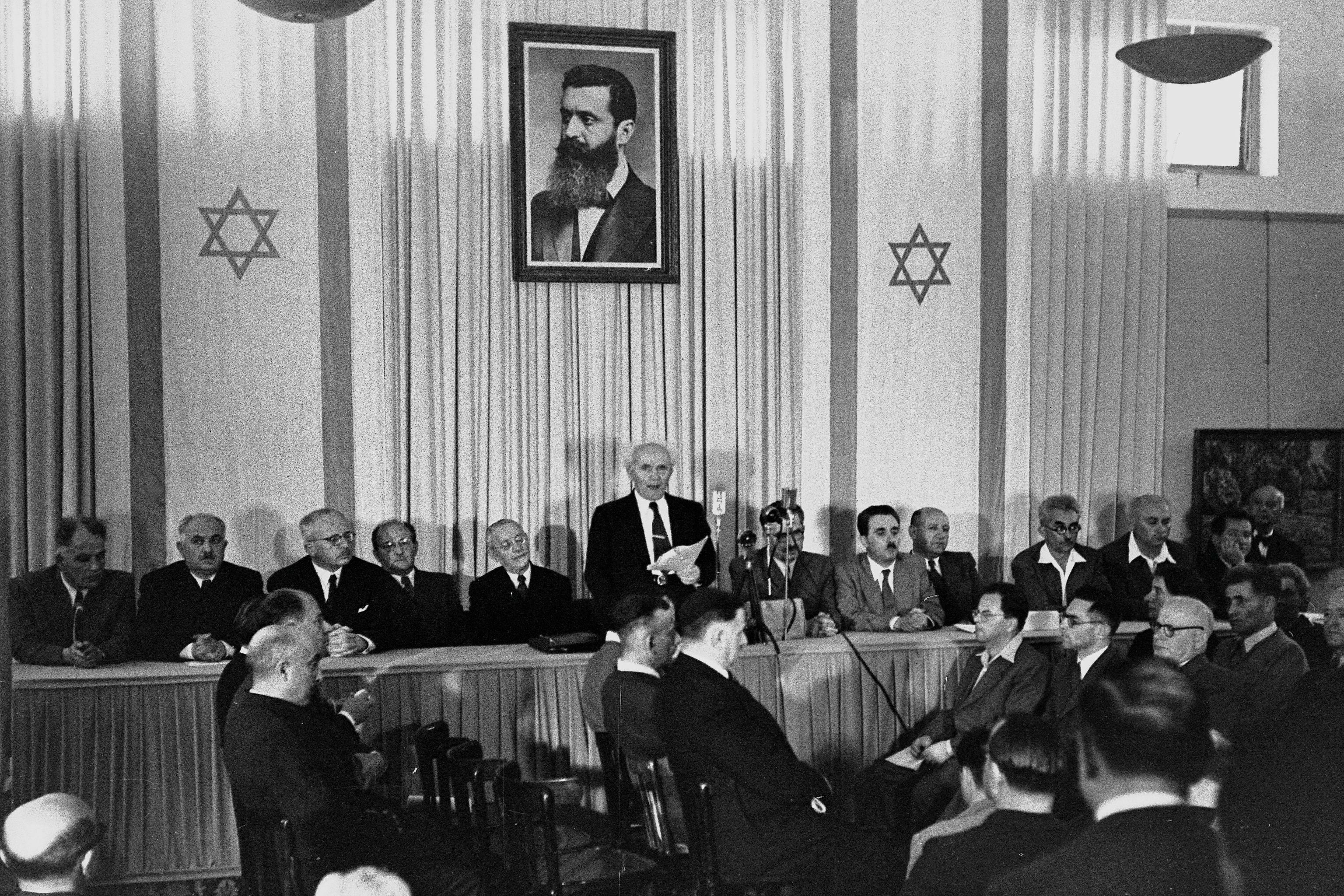
David Ben-Gurion pronunciando la Declaración de Independencia de Israel, 14 de mayo de 1948

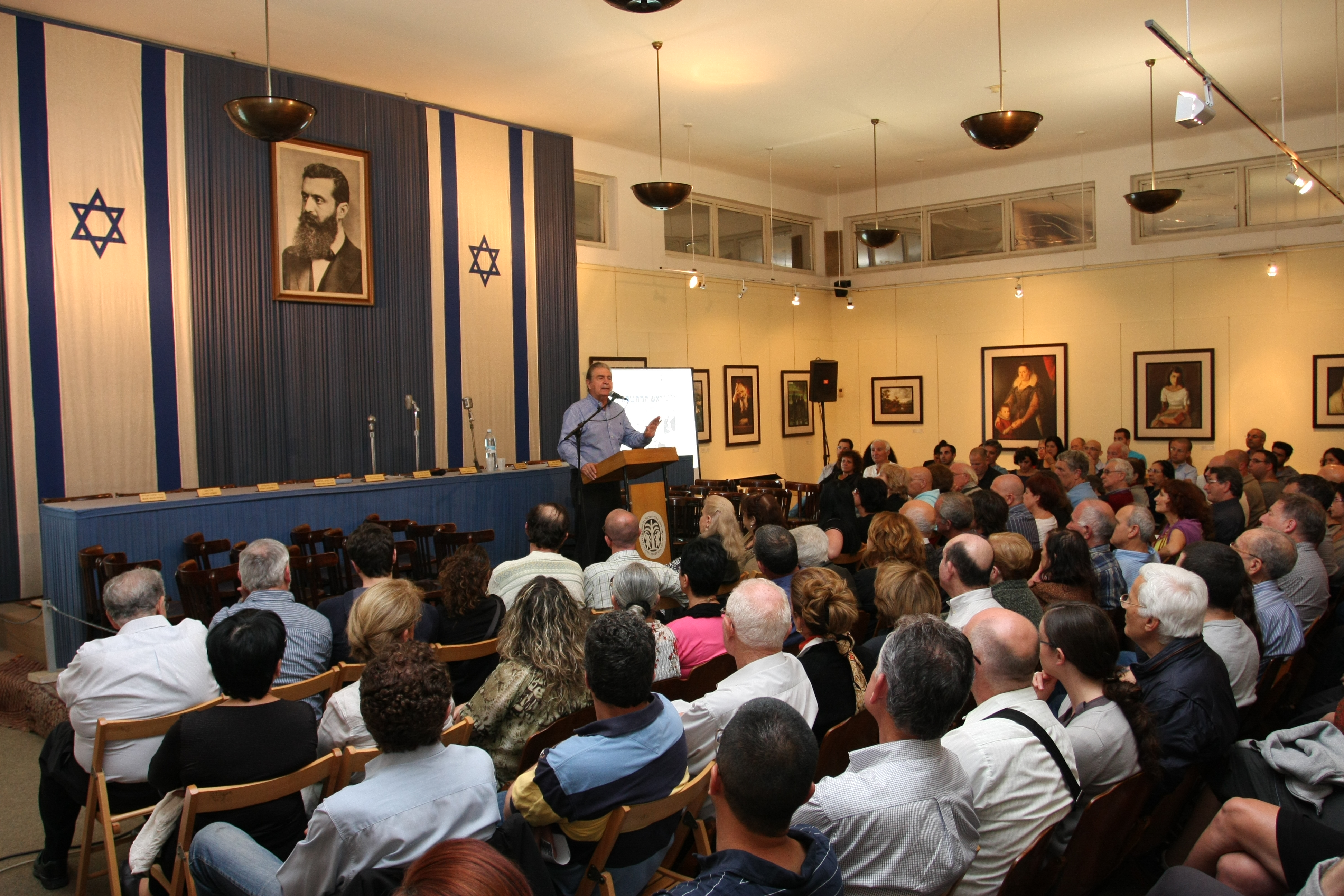
Michael Bar-Zohar, biógrafo de Ben Gurion, dando una conferencia en el salón principal restaurado, 2012

En 1930, tras la muerte de su esposa, Dizengoff donó su casa a su amada ciudad de Tel Aviv y solicitó que se convirtiera en un museo. La casa se sometió a extensas renovaciones y se convirtió en el Museo de Arte de Tel Aviv en 1932. El museo se trasladó a su ubicación actual en 1971.

## Independencia
En el salón principal del edificio, a las 4 de la tarde del 14 de mayo de 1948, en presencia de los miembros del Vaad Leumi (Consejo Nacional Judío) y los líderes del Yishuv, David Ben-Gurion proclamó el establecimiento del Estado de Israel, ocho horas antes de que finalizara el Mandato Británico de Palestina. Después de que Ben-Gurion leyera la Declaración de Independencia, el rabino Fischman (Maimon) recitó la bendición Shehecheyanu y se firmó la Declaración. La ceremonia concluyó con el canto del Hatikvah, ahora el himno nacional de Israel.

## Museo de la Biblia
Los pisos superiores del edificio albergan un museo de la Biblia, que presenta artefactos arqueológicos y obras de arte con temas bíblicos.

## Actualidad
En 1978, el Salón de la Independencia fue restaurado para parecerse a su apariencia en el momento de la Declaración de Independencia y abierto al público. Ahora alberga exhibiciones sobre la firma de la declaración y la historia de Tel Aviv-Yafo.